# Amitostigma hemipilioides
Amitostigma hemipilioides  là một loài thực vật thuộc họ Orchidaceae. Đây là loài đặc hữu của Trung Quốc.